# 항공시스템통신대
항공시스템통신대(航空システム通信隊 고쿠시스테무쓰신타이[*], 영어: Air Communications and System Wing (ACSW))는 일본 항공자위대의 중앙통신부대이자, 방위대신 직할부대이다. 방위성 이치가야 지구에 본부를 두고 있다.

## 부대
- 대 본부
- 시스템관리군
  - 중앙통신대
    - 통신소 소대, 지토세현 카시와시

  - 클라우드 기반관리대
- 보호감사군 (육자대 통신보호감사대에 대응됨)
  - 통신보전대
  - 통신감사대
  - 시스템감사대
- 이동통신군
  - 제1이동통신대, 구마가야 기지
  - 제2이동통신대, 가스가 기지
  - 제3이동통신대, 지토세 기지
  - 제4이동통신대, 샤리키 분둔기지
  - 제5이동통신대, 나하 기지

## 계보
- 1955년 1월 17일, 航空幕僚監部通信所→항공감료감부 통신소
- 1958년 5월 23일, 中央通信隊→중앙통신대
- 1961년 7월 15일, 中央航空通信群→중앙항공통신군
- 2000년 5월 8일, 航空システム通信隊→항공시스템통신대

## 같이 보기
- 육상자위대: 시스템통신단
- 해상자위대: 시스템통신대군